# GNU Compiler for Java
The GNU Compiler for Java (GCJ) – zestaw narzędzi dla języka Java, który jest częścią zestawu kompilatorów GCC z projektu GNU.
GCJ kompiluje zarówno pliki źródłowe Javy (rozszerzenie .java) jak i kod bajtowy (rozszerzenie .class, ang. bytecode) Javy do postaci kodu maszynowego. Mimo wszystko kod programu skompilowanego ze źródeł jest lepiej zoptymalizowany niż kod kompilowany z kodu bajtowego.
Stopień zaawansowania GCJ pozwala już między innymi na kompilację tak złożonego projektu jak Eclipse.

## Elementy projektu
Projekt GCJ składa się z trzech zasadniczych części:
- gcj – kompilator, od wersji 4.3 GCJ używa jako kompilatora ecj (Eclipse Compiler for Java)
- libgcj – biblioteki standardowych klas Javy, stopniowo łączone z GNU Classpath
- GIJ (GNU Interpreter for Java) – wirtualna maszyna Javy